# Inni mają lepiej
Friends with Better Lives – amerykański, serial telewizyjny, komedia  wyprodukowany przez  Kapital Entertainment oraz 20th Century Fox Television 15 maja 2013 roku, CBS zamówiła serial na sezon telewizyjny 2013/14. Twórcą serialu jest Dana Klein.19 grudnia 2013 roku, CBS potwierdziła datę premiery serialu, którą zaplanowano na  31 marca 2014 roku. Pilotowy odcinek został wyemitowany po wielkim finale serialu Jak poznałem waszą matkę 10 maja 2014 roku, stacja CBS ogłosiła anulowanie serialu   W Polsce serial jest emitowany od 20 października 2014 roku przez stację Comedy Central Family.

## Fabuła
Serial opowiada o grupie przyjaciół po trzydziestce. Każde z nich myśli, że żyje lepiej od innych.

## Obsada
- James Van Der Beek jako Will Stokes
- Brooklyn Decker jako Jules Talley[5]
- Zoe Lister-Jones jako Kate McLean
- Rick Donald jako Lowell Peddit[6]
- Majandra Delfino jako Andi Lutz[7]
- Kevin Connolly jako Bobby Lutz[8]

## Odcinki
| Sezon | Sezon | Odcinki | Oryginalna emisja | Oryginalna emisja | Oryginalna emisja    | Oryginalna emisja    | Oryginalna emisja |
| Sezon | Sezon | Odcinki | Premiera sezonu   | Finał sezonu      | Premiera sezonu      | Finał sezonu         |                   |
| ----- | ----- | ------- | ----------------- | ----------------- | -------------------- | -------------------- | ----------------- |
|       | 1     | 8 z 13  | 31 marca 2014     | 26 maja 2014      | 20 października 2014 | 29 października 2014 |                   |

### Sezon 1 (2014)
| #  | Tytuł                 | Reżyseria       | Scenariusz                                                                            | Premiera CBS              | Premiera Comedy Central Family |
| -- | --------------------- | --------------- | ------------------------------------------------------------------------------------- | ------------------------- | ------------------------------ |
| 1  | Pilot                 | James Burrows   | Dana Klein                                                                            | 31 marca 2014             | 20 października 2014           |
| 2  | Window Pain           | Todd Holland    | Adam Chase                                                                            | 14 kwietnia 2014          | 21 października 2014           |
| 3  | Game Sext Match       | Fred Savage     | Justin Nowell                                                                         | 21 kwietnia 2014          | 22 października 2014           |
| 4  | Pros and Cons         | Fred Savage     | Kate VanDevender                                                                      | 28 kwietnia 2014          | 23 października 2014           |
| 5  | The Bicycle Thieves   | Fred Savage     | Michael Markowitz                                                                     | 5 maja 2014               | 24 października 2014           |
| 6  | Yummy Mummy           | Victor Gonzalez | Nastaran Dibai                                                                        | 12 maja 2014              | 27 października 2014           |
| 7  | Cyrano de Trainer-Zac | Fred Savage     | Michael Markowitz                                                                     | 19 maja 2014              | 28 października 2014           |
| 8  | Something New         | Phill Lewis     | Michael Markowitz Justin Nowell                                                       | 26 maja 2014              | 29 października 2014           |
| 9  | SSurprises            | Todd Holland    | David Hemingson                                                                       | 30 września 2014 (Amazon) | 5 listopada 2014               |
| 10 | Deceivers             | Todd Holland    | Stephanie Furman Darrow                                                               | 30 września 2014 (Amazon) | 12 listopada 2014              |
| 11 | SNo More Mr. Nice Guy | Bob Koherr      | Stephanie Furman Darrow, Kate VanDevender                                             | 30 września 2014 (Amazon) | 19 listopada 2014              |
| 12 | SThe Lost and Hound   | Phill Lewis     | Daniel Spector, Jessica Polonsky                                                      | 30 września 2014 (Amazon) | 26 listopada 2014              |
| 13 | SThe Imposters        | Rob Schiller    | Stephanie Furman Darrow, Justin Nowell, Kate VanDevender, Adam Chase & Nastaran Dibai | 30 września 2014 (Amazon) | 3 grudnia 2014                 |